# 地黃
地黃（學名：Rehmannia glutinosa），又稱作芐、芑，為列當科地黄属植物。
地黄在传统纺织业中用作黄色染料，故得名。地黄的块根则為傳統中藥之一，最早出典於《神農本草經》，依照炮製方法在藥材上又分為鮮地黃、乾地黃與熟地黃。

## 原植物

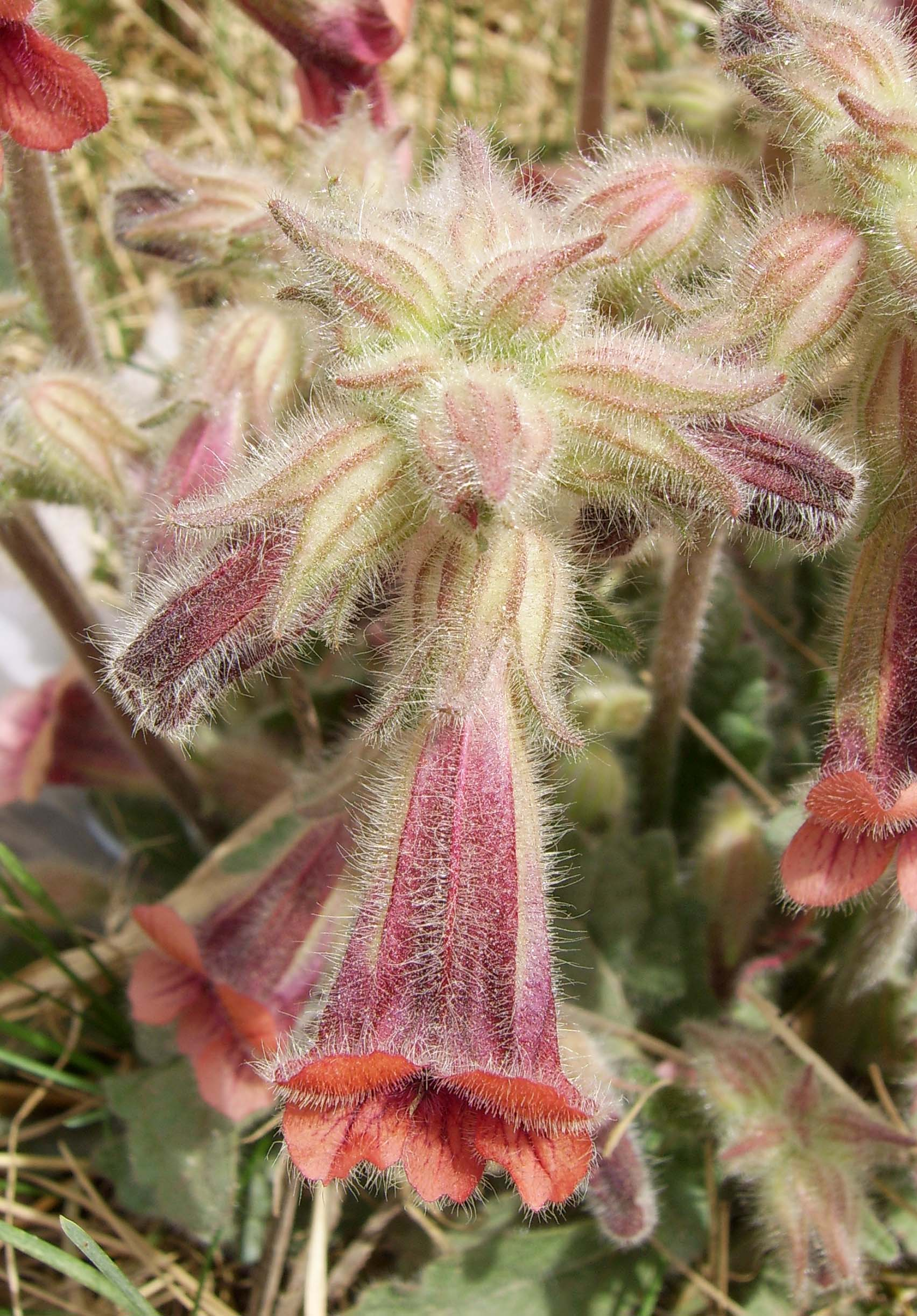
地黄的花

株高15－30厘米，初夏开花，花大数朵，淡紅紫色。

## 產地
主要產地為中國北方，以河南省焦作市一帶，如溫縣、博愛縣、武陟縣等地最为著名，在朝鲜半岛和日本也有分布。焦作市在古時為怀庆府，因此地區出產的地黃功效最佳而頗負盛名，稱為「懷慶地黃」。

## 炮製方法
鮮生地即為採集新鮮者，可榨汁用，稱地黃汁。
乾生地為採集完後晒乾者。
熟地黃則是與良酒、砂仁拌炒，並經九次蒸、晒而得。炮製目的可使地黃的副作用（如：味苦、滋膩感、與服用後腸胃不適等情形）明顯的降低。

## 中医学用途
按炮製不同，性味、用途也不同。

### 鮮生地
新鲜地黄称为鲜地黄或鲜生地。
性味
性寒，味甘苦。
功效
清熱涼血，養陰生津
用於因溫病或熱毒而吐衄、發斑，可以清火、解熱、涼血而止血。

### 乾生地
經乾燥後的地黄稱为乾地黄或乾生地。
性味
性涼，味甘微苦。
功效
可以滋陰、涼血，治消渴、溫病入血分。主治阴虚内热、虚烦不眠、月经过多等症。
《神農本草經》云：「乾地黄，味甘寒，主折跌、絶筋、傷中，逐血痺，填骨髓，長肌肉；作湯除寒熱、積聚，除痺。生者尤良，久服輕身不老。」
古方亦用在補腎藥，在《傷寒雜病論桂林古本》中皆以乾生地入藥，如【腎氣丸】即採用乾生地、桂枝，配黃酒服；而不如後世相近的複方【桂附地黃丸】(又稱【金匱腎氣丸】)是採用熟地黃、肉桂皮。

### 熟地黃
经加工蒸制後的地黄称为熟地黄或熟地。
性味
性微溫，味甘，歸肝、腎經。。
功效
用於補血滋陰(尤其是腎陰)、益精填髓。主治肾虚阴亏、头晕目眩、腰酸、遗精、崩漏等症。
肝經調血用的知名複方——【四物湯】，尋常是以熟地黃入藥；除非病者有血熱、上火情形才改用乾生地。

## 延伸阅读
[在维基数据编辑]
 《欽定古今圖書集成·博物彙編·草木典·地黃部》，出自陈梦雷《古今圖書集成》
 《植物名實圖考·地黃》，出自吳其濬《植物名實圖考》

## 外部連結
- （繁體中文）中藥圖鑑--生地黃（页面存档备份，存于）
- （繁體中文）嘉南藥理科技大學藥材介紹--生地黄
- 地黃 Dihuang（页面存档备份，存于） 藥用植物圖像數據庫 (香港浸會大學中醫藥學院) （中文）（英文）
- 地黃 中藥材圖像數據庫  (香港浸會大學中醫藥學院) （中文）（英文）
- 地黃 Di Huang（页面存档备份，存于） 中藥標本數據庫 (香港浸會大學中醫藥學院) （繁體中文）（英文）